# Galium craticulatum
Galium craticulatum är en måreväxtart som beskrevs av Robert Reid Mill. Galium craticulatum ingår i släktet måror, och familjen måreväxter.
Artens utbredningsområde är Bhutan. Inga underarter finns listade i Catalogue of Life.